# Prelesje, Črnomelj
Prélesje je naselje v Sloveniji. Nahaja se na levem bregu reke Kolpe in meji na Republiko Hrvaško.

## Geografija
Povprečna nadmorska višina naselja je 180 m.
Bližnja naselja so: Kot ob Kolpi (1 km), Stari trg ob Kolpi (3 km), Predgrad (4 km) in Črnomelj (21 km).